# Neue Haardt
Die Grube Neue Haardt war ein Eisenerzbergwerk im Siegener Stadtteil Weidenau. Sie lag im Bergrevier Siegen II und war die größte Eisenerzgrube im nördlichen Siegener Stadtgebiet.

## Gangmittel
Als Gangmittel dienen der Sophier Hauptgang und der Gang Glücksmasse mit einer Länge von 35 m und 3–4 m Mächtigkeit. Diese stieg auf der 161-m-Sohle auf bis zu 22,5 m an. Der Gang bestand aus Eisenglanz und Spateisenstein. Der Gang Schnepfenberg hatte eine Mächtigkeit von 1–1,25 m und beinhaltete hauptsächlich Spateisenstein. Der Gang Neue Haardt war 1,3 m mächtig und bestand aus Eisenglanz mit Kupfererzen. Neben den genannten gab es noch den Gang Junge Haardt.
Während auf der 975-m-Sohle die Gangfläche noch 2841 m² betrug, von denen die Gänge Glücksmasse, Potsdam und Spandau 2261 m² groß waren und der abgetrennte Ostgang 580 m² Fläche hatte, verkleinerte sich diese Fläche 50 m tiefer auf 2005 m² (Glücksmasse, Potsdam und Spandau hatten 1869 m²; der Ostgang 136 m²) und auf der 1075-m-Sohle auf gerade mal 905 m². Dort waren nur noch die Mittel Glücksmasse, Potsdam und Spandau zu finden, die Abbauwürdigkeit neigte sich ihrem Ende zu.

## Geschichte
Erstmals erwähnt wurde die Grube 1465. Ihren Betrieb nahm sie am 13. Juli 1831 auf und wurde am 1. März 1859 als Grube Neue Haardt aus mehreren Grubenfeldern gebildet. Ab 1870 erfolgte die Sprengung mit Dynamit.
Ab 1856 wurde Tiefbau betrieben. Schacht I wurde 1856 angesetzt und war ab 1. März 1859 in Betrieb. Er war 351,8 m tief und hatte einen Durchmesser von 6 Metern. Sein Förderturm wurde 1963 abgerissen. 1857 erreichte der Schacht 42 m Teufe, dann wurden zwei Zwillingsdampfmaschinen eingesetzt, für die Förderung mit 6 PS und für die Wasserhaltung mit 15 PS, zwei Dampfkessel wurden errichtet. 1858 erreichte der Schacht 84 m, 1866 120 und 1885 eine Teufe von 250 m. Ab 1902 bestanden Planungen, ab 1907 wurde dann ein abgesetzter Blindschacht angelegt.
Ab 1905 wurde eine elektrische Förderhaspel eingesetzt. 1912 wurde mit Druckluft abgebaut. 1911 folgte der zweite Schacht, der Ludendorfschacht. Er war ab 1917, nach anderen Quellen ab dem 14. Juni 1924 in Betrieb und hatte bei einer Größe von 4,5 × 4,5 m eine Tiefe von 1101 m. Der Schacht III befand sich bei der Aufbereitung, er wurde 1918 angesetzt, hatte einen Durchmesser von 4,3 m sowie eine Teufe von 80 m. Er wurde verfüllt und in den Jahren 1971/72 gesichert und verschlossen. 1920 wurde die Grube von der Niederschelder Charlottenhütte aufgekauft.
Ab 1953 gehörte der Grubenbesitz Neue Haardt zur Erzbergbau Siegerland AG. Am 24. Oktober 1961 wurde die Förderung eingestellt, endgültig verschlossen am 31. März 1962. Hier arbeiteten 550 Belegschaftsmitglieder. Im Juli 1968 und im März 1970 kam es zu Tagesbrüchen im Gebiet der Grube.
Zum Abtransport der Erze war ein Anschluss an die Staatseisenbahn vorhanden.

## Konsolidationen
Am 1. März 1859 konsolidierte die Grube mit der Grube „Eisenglanz“. Weitere Konsolidationen waren:
- Glücksmasse (1858 bis 31. März 1962)
- Alter Schnepfenberg (Mutung 6. September 1794, verliehen 28. Februar 1834, konsolidiert mit Glücksmasse am 8. Juni 1857 zu Eisenglanz)
- Sophier Hauptgang  (Mutung 24. Dezember 1857, am 5. September 1867 konsolidiert)